# Шамтонне
Шамтонне́ (фр. Champtonnay) — коммуна во Франции, находится в регионе Франш-Конте. Департамент — Верхняя Сона. Входит в состав кантона Гре. Округ коммуны — Везуль.
Код INSEE коммуны — 70124.

## География
Коммуна расположена приблизительно в 300 км к юго-востоку от Парижа, в 31 км северо-западнее Безансона, в 50 км к юго-западу от Везуля.
По территории коммуны протекает река Тениз (англ. Tenise).

## Население
Население коммуны на 2010 год составляло 85 человек.
| 1962 | 1968 | 1975 | 1982 | 1990 | 1999 | 2010 |
| ---- | ---- | ---- | ---- | ---- | ---- | ---- |
| 62   | 70   | 65   | 78   | 80   | 89   | 85   |

## Администрация
| Период | Период | Фамилия     | Партия | Примечания |
| ------ | ------ | ----------- | ------ | ---------- |
| 1969   | 1995   | Робер Жако  |        |            |
| 1995   | 2008   | Шарль Полен |        |            |
| 2008   | 2014   | Жерар Муан  |        |            |

## Экономика
В 2010 году среди 56 человек трудоспособного возраста (15—64 лет) 39 были экономически активными, 17 — неактивными (показатель активности — 69,6 %, в 1999 году было 75,4 %). Из 39 активных жителей работали 35 человек (22 мужчины и 13 женщин), безработных было 4 (1 мужчина и 3 женщины). Среди 17 неактивных 6 человек были учениками или студентами, 5 — пенсионерами, 6 были неактивными по другим причинам.

## Достопримечательности
- Черепичный завод (1839 год). Исторический памятник с 1993 года[8]

## Фотогалерея

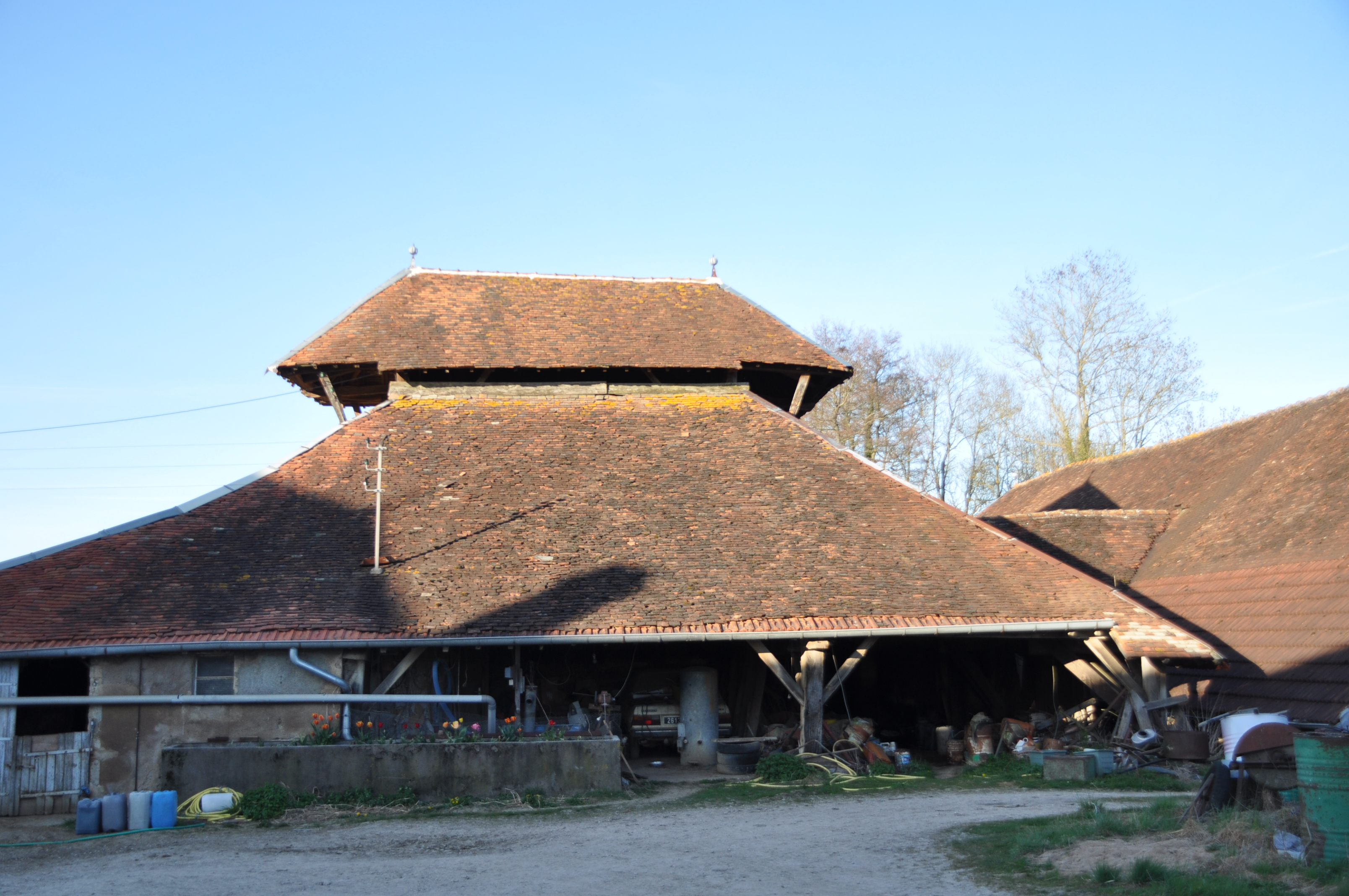
Черепичный завод
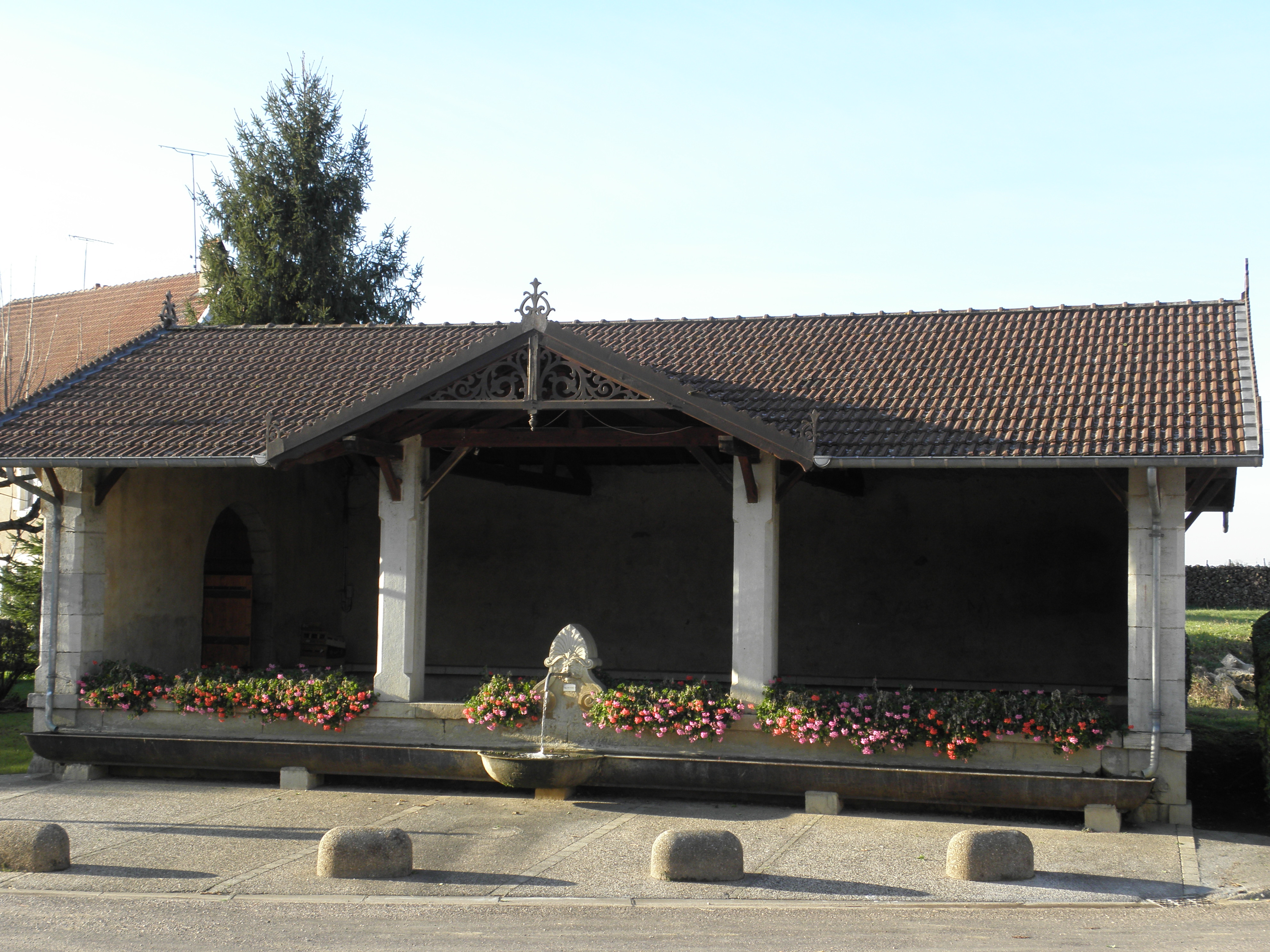
Общественная прачечная
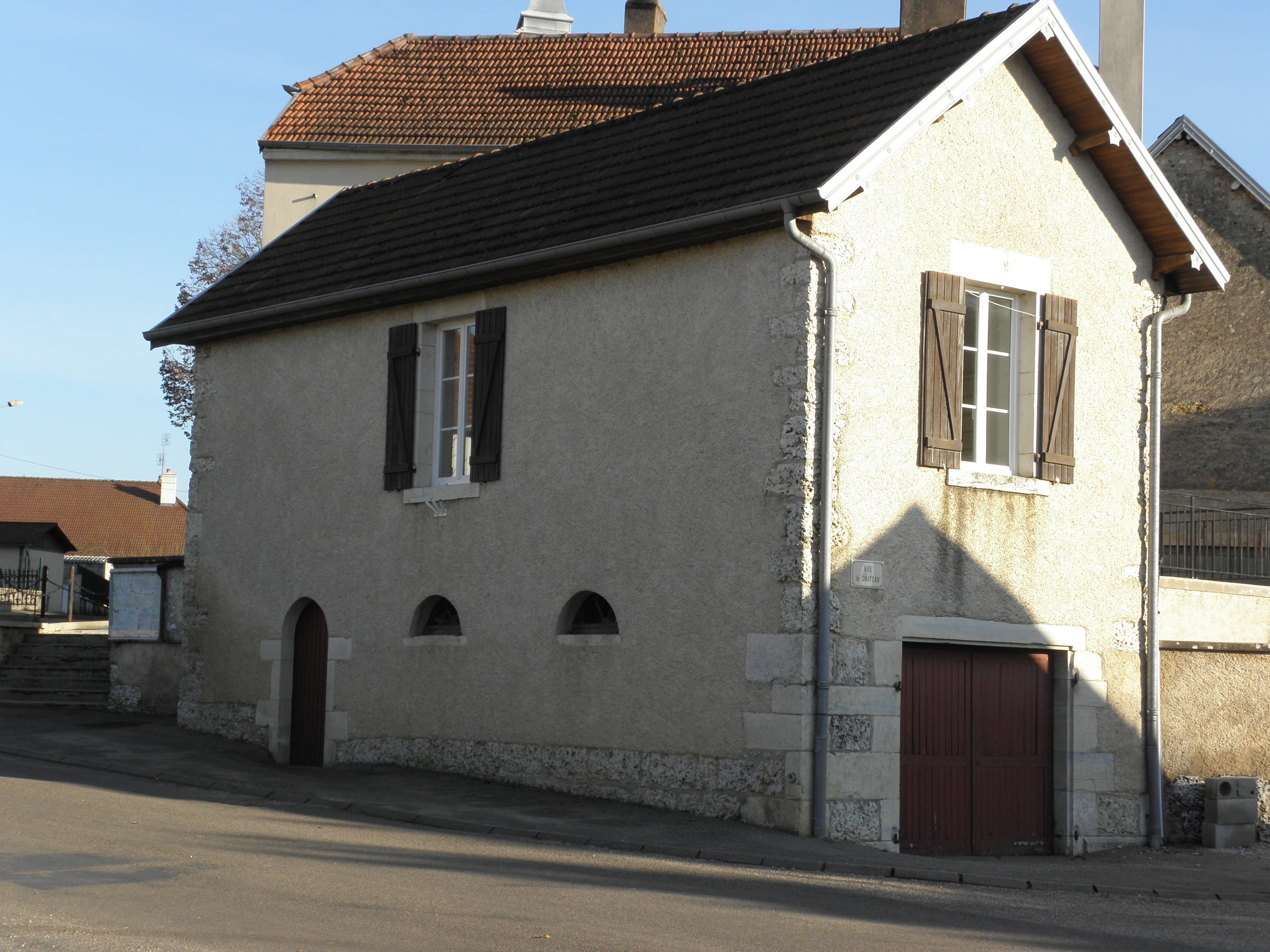
Мэрия